# Молдовський купон
Молдовський купон — тимчасова грошова одиниця Молдові, що перебувала в обігу з 1992 по 1993 рік.
Перші купони були емітовані Національним банком Молдови 10 червня 1992 року. Вони використовувались в грошовому обороті паралельно з рублем в співвідношенні 1:1. З моменту введення в обіг російського рубля 9 серпня 1993 року Національний банк Молдови почав самостійно торгувати купон у відношенні з іншими валютами. 29 листопада 1993 року купон був замінений на молдовський лей за курсом «1 лей = 1000 купонів». Банкноти випускались номіналом 50, 200, 1000 і 5000 купонів. Монети не карбувались.

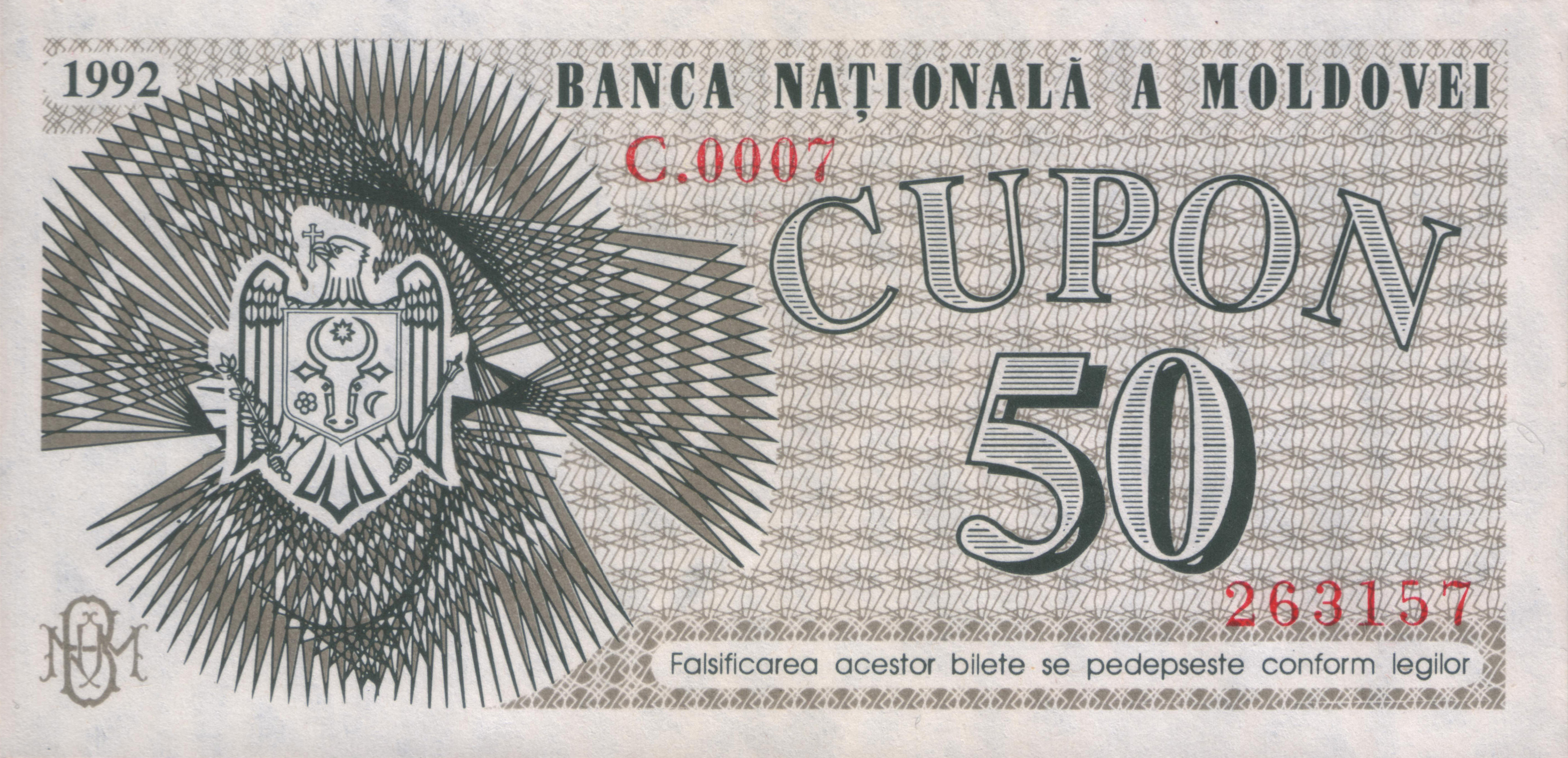
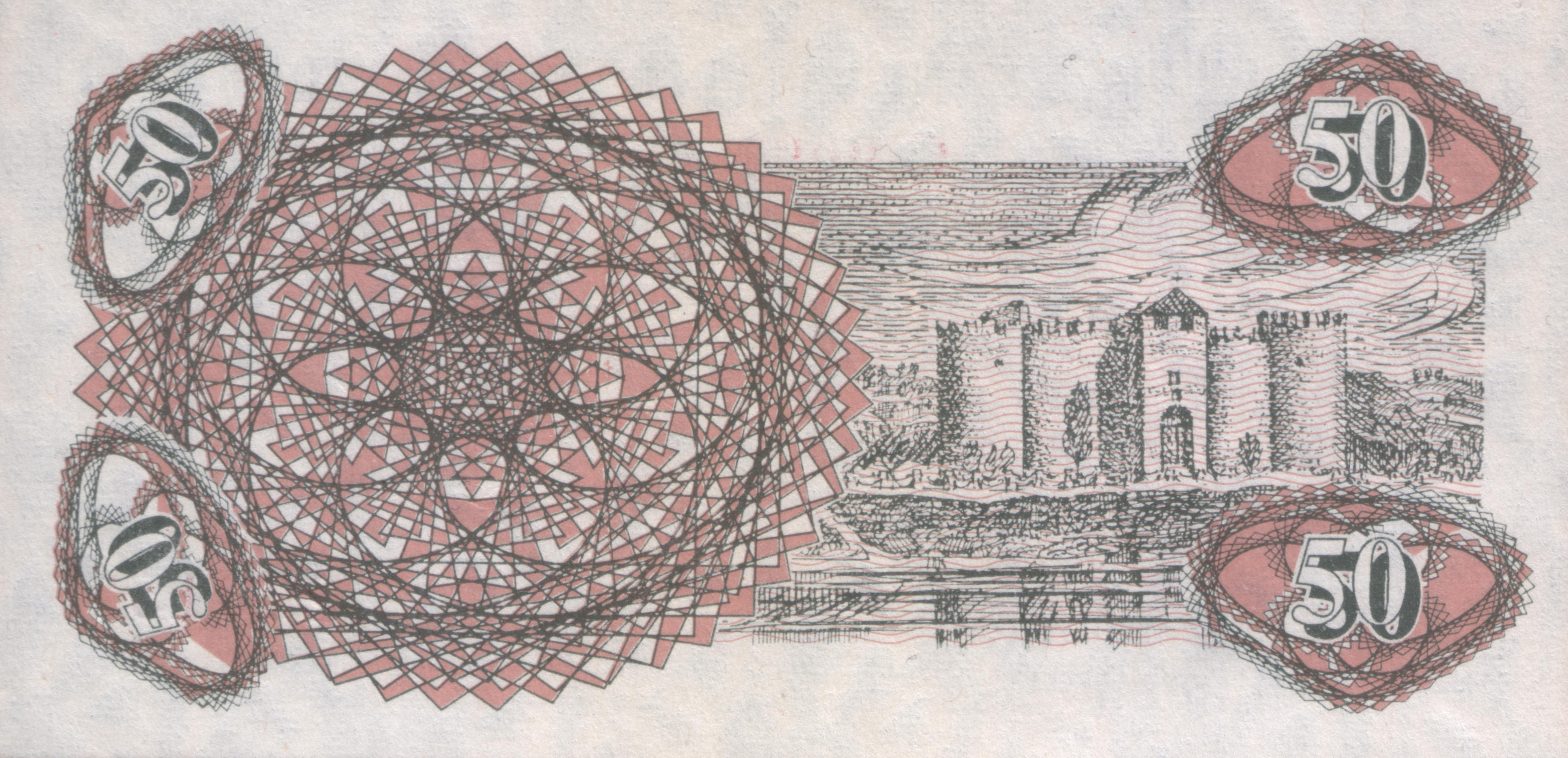
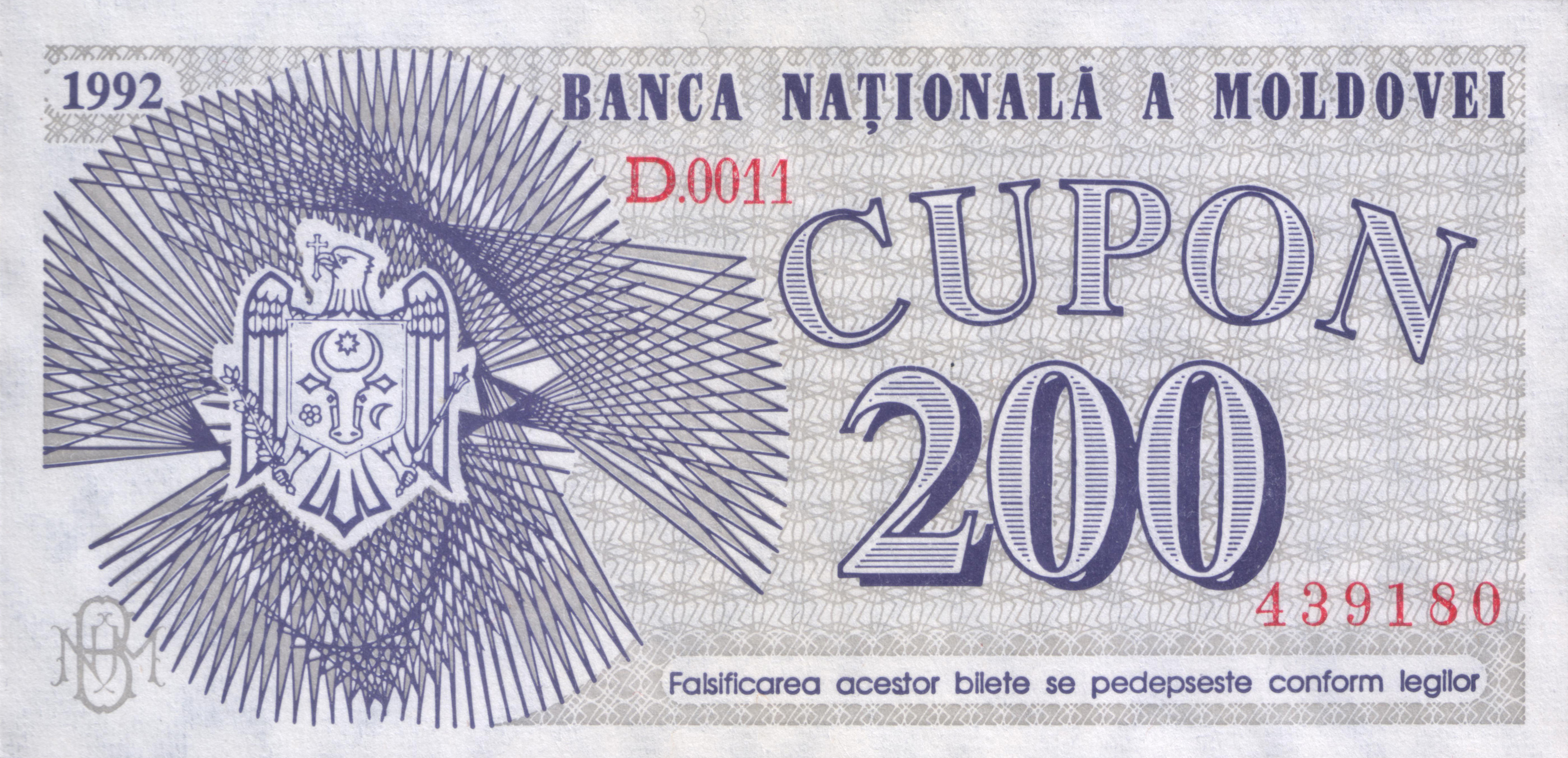
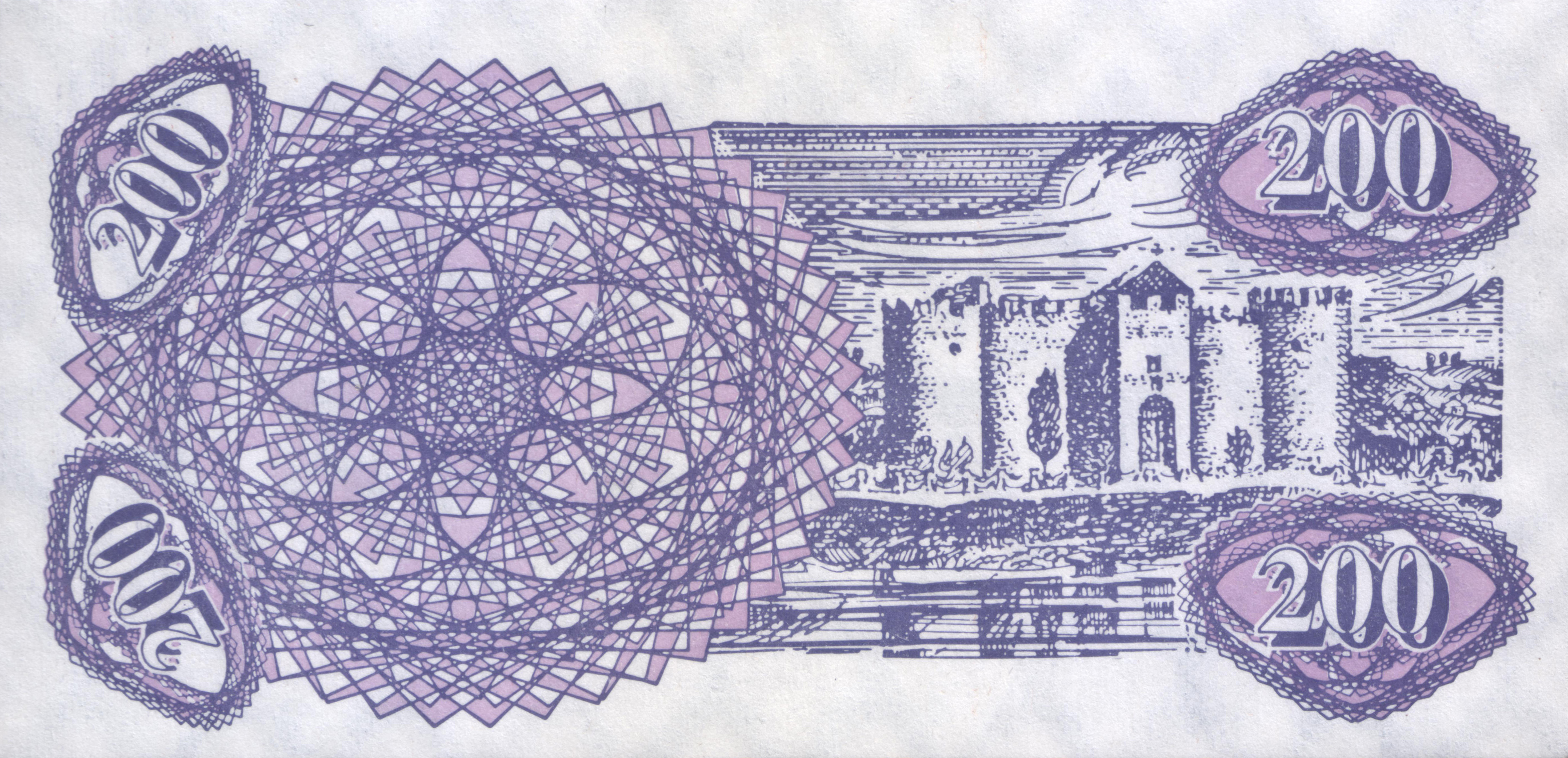
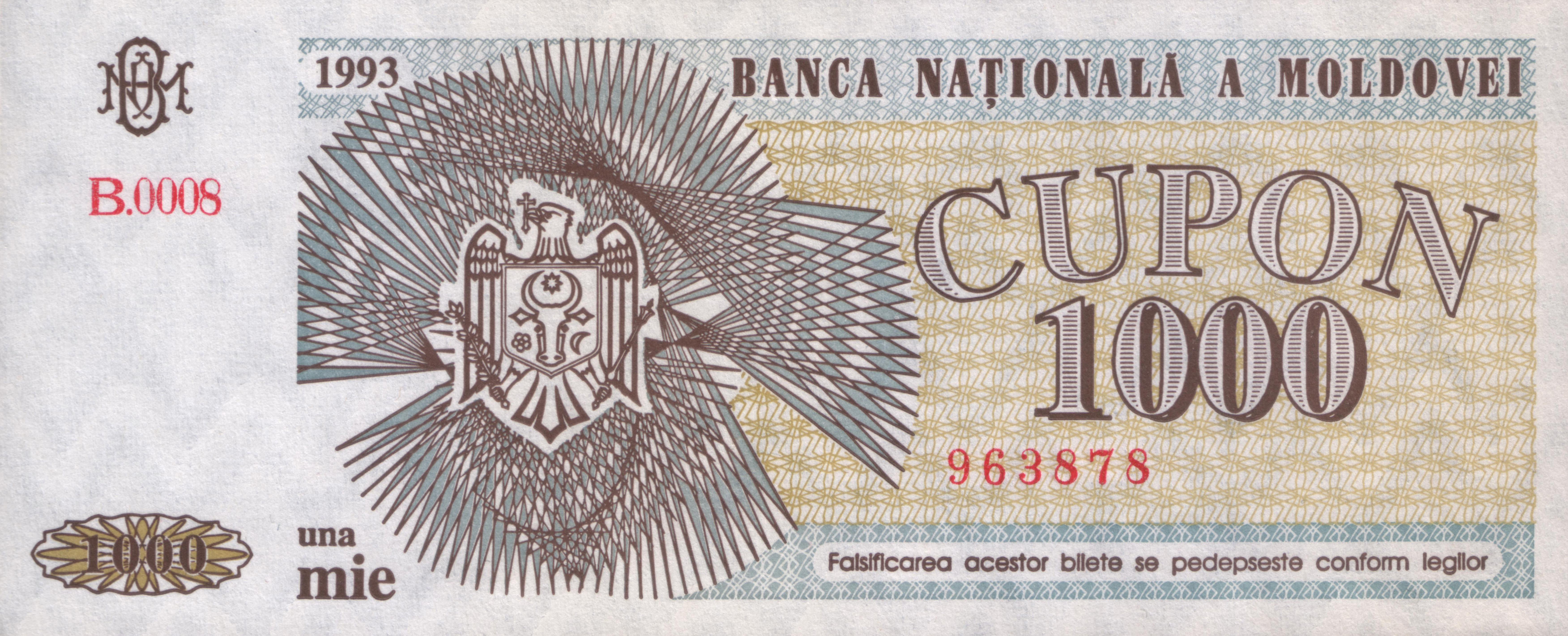
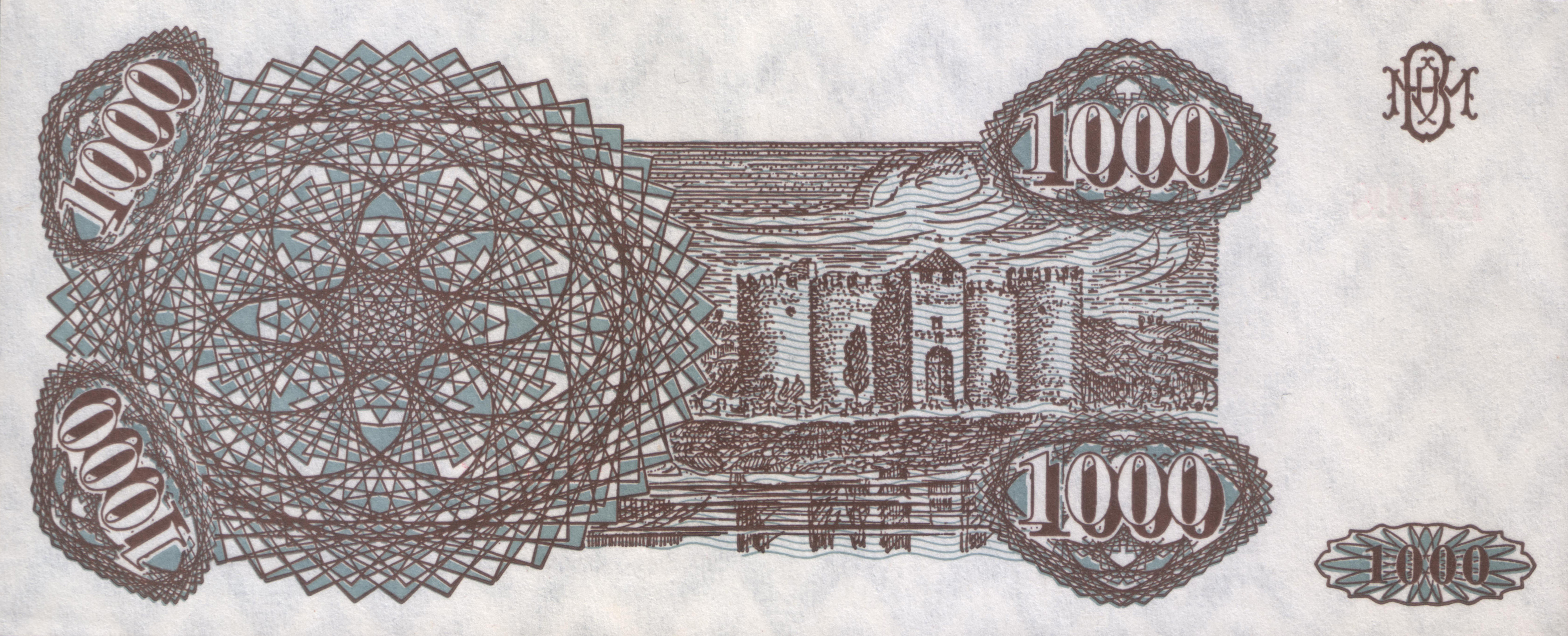
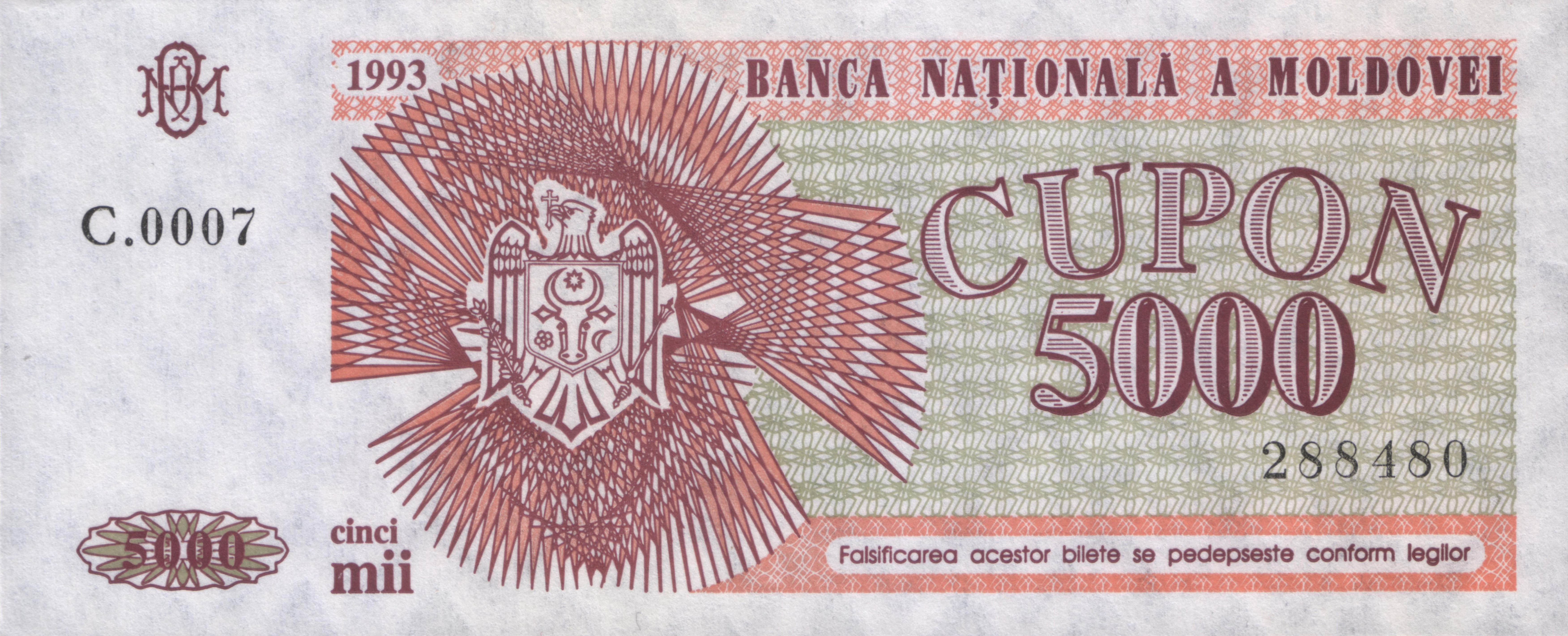
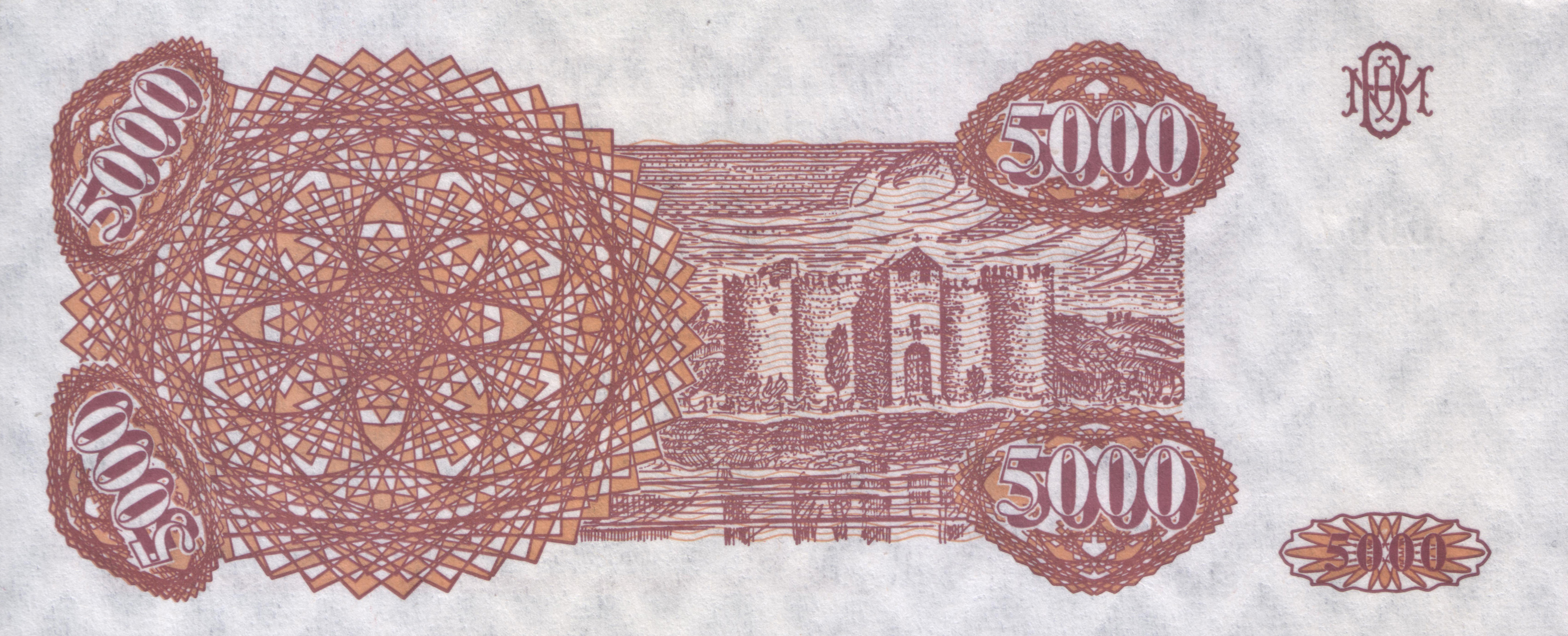